# Abitibi (jezioro)
Abitibi (ang. Abitibi Lake, fr. Lac Abitibi) – jezioro polodowcowe leżące w Kanadzie na granicy prowincji Quebec oraz Ontario. Na jeziorze rozwinęło się rybołówstwo.